# Generali Ladies Linz 2010
Il Generali Ladies Linz 2010 è stato un torneo di tennis giocato sul cemento indoor. È stata la 24ª edizione del Generali Ladies Linz, che fa parte della categoria WTA International nell'ambito del WTA Tour 2010. Si è giocato a Linz, in Austria, dal 9 ottobre al 17 ottobre 2010.

## Partecipanti WTA

### Teste di serie
| Nazionalità | Giocatore          | Ranking1 | Testa di serie |
| ----------- | ------------------ | -------- | -------------- |
| Stati Uniti | Serena Williams    | 1        | 1              |
| Slovacchia  | Daniela Hantuchová | 29       | 2              |
| Ucraina     | Al'ona Bondarenko  | 31       | 3              |
| Slovacchia  | Dominika Cibulková | 33       | 4              |
| Rep. Ceca   | Petra Kvitová      | 34       | 5              |
| Germania    | Andrea Petković    | 35       | 6              |
| Serbia      | Ana Ivanović       | 36       | 7              |
| Rep. Ceca   | Klára Zakopalová   | 38       | 8              |
| Italia      | Sara Errani        | 40       | 9              |

- 1Ranking al 4 ottobre

### Altre partecipanti
Giocatrici che hanno ricevuto una Wild card:
- Sybille Bammer
- Ana Ivanović
- Yvonne Meusburger
- Serena Williams

Giocatrici passate dalle qualificazioni:
- Eléni Daniilídou
- Polona Hercog
- Sesil Karatančeva
- Renata Voráčová
- Sorana Cîrstea (Lucky loser)

## Campionesse

### Singolare
Ana Ivanović def.  Patty Schnyder con il punteggio di 6–1, 6–2.
- È il 1º titolo dell'anno per Ana Ivanović, il 9° della sua carriera.

### Doppio
Renata Voráčová /  Barbora Záhlavová-Strýcová hanno battuto in finale  Květa Peschke /  Katarina Srebotnik con il punteggio di 7–5, 7–6(6).